# Örträsksjön (Örträsks socken, Lappland)
Örträsksjön är en sjö i Lycksele kommun i Lappland och ingår i Öreälvens huvudavrinningsområde. Sjön är 59,5 meter djup, har en yta på 7,26 kvadratkilometer och befinner sig 169 meter över havet. Sjön avvattnas av vattendraget Öreälven (Örån).

## Delavrinningsområde
Örträsksjön ingår i det delavrinningsområde (711825-165398) som SMHI kallar för Utloppet av Örträsksjön. Medelhöjden är 218 meter över havet och ytan är 33,7 kvadratkilometer. Räknas de 141 avrinningsområdena uppströms in blir den ackumulerade arean 2 231,35 kvadratkilometer. Avrinningsområdets utflöde Öreälven (Örån) mynnar i havet. Avrinningsområdet består mestadels av skog (52 procent) och jordbruk (12 procent). Avrinningsområdet har 7,26 kvadratkilometer vattenytor vilket ger det en sjöprocent på 21,5 procent. Bebyggelsen i området täcker en yta av 0,41 kvadratkilometer eller 1 procent av avrinningsområdet.

## Galleri

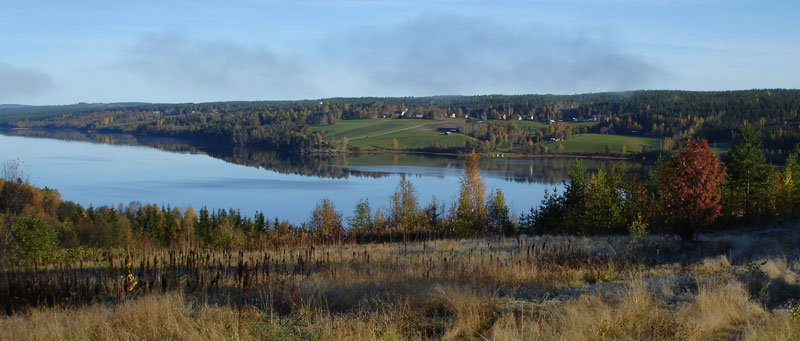
Öraträsksjön hösten 2010.